# Brunnensteighöhle
Die Brunnensteighöhle ist eine wasserführende Höhle am Rand der Schwäbischen Alb, gelegen am nördlichen Albtrauf bei der Ortschaft Aufhausen.
Die Quelle speist über Kaskaden den Autalbach, welcher bei  Bad Überkingen in die  Fils mündet.

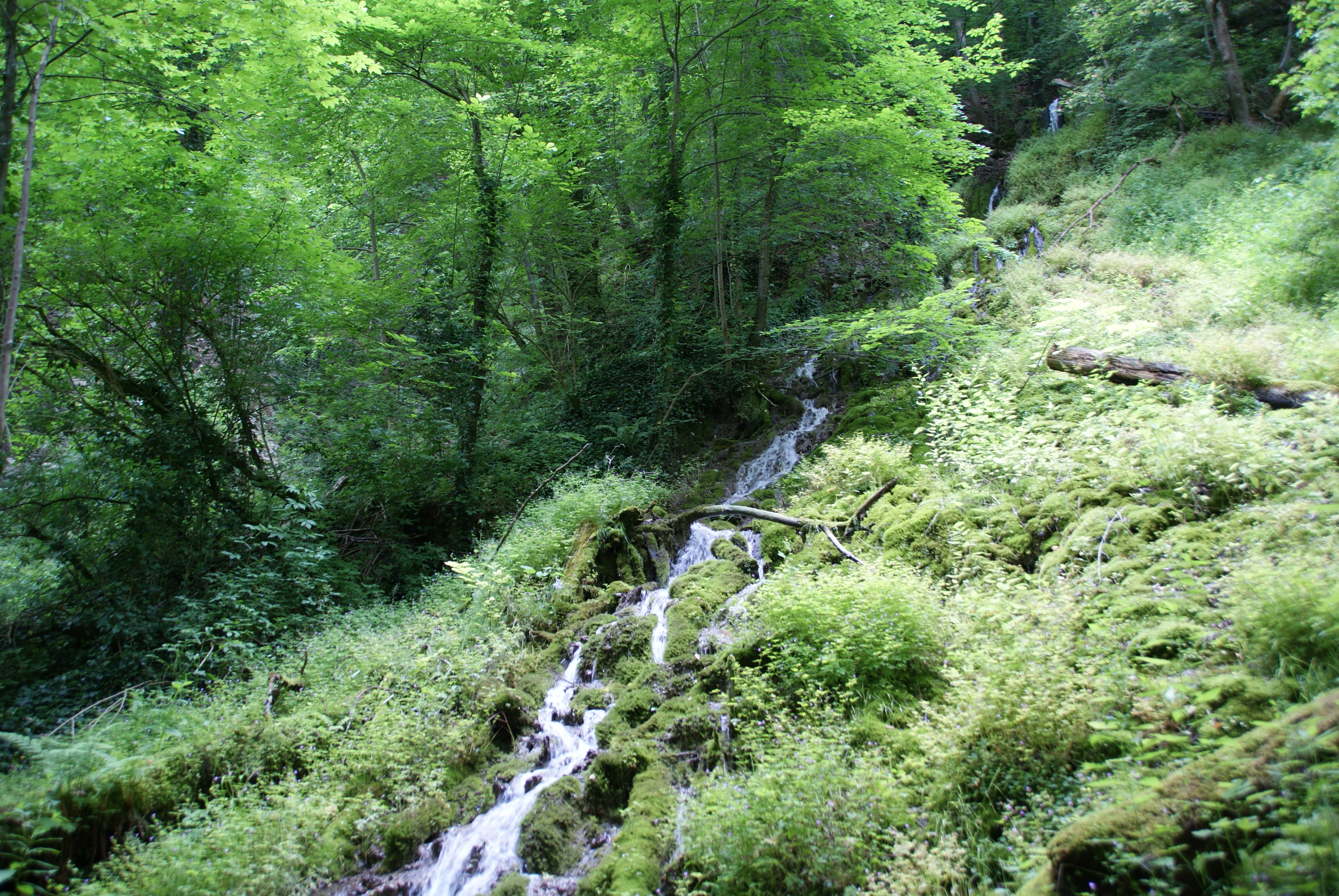
Wasserfälle zum Autal unterhalb der Brunnensteighöhle

Die Höhle ist unter dem Namen Brunnensteighöhle mit Wasserfall als Geotop geschützt.